# Phân họ Đậu

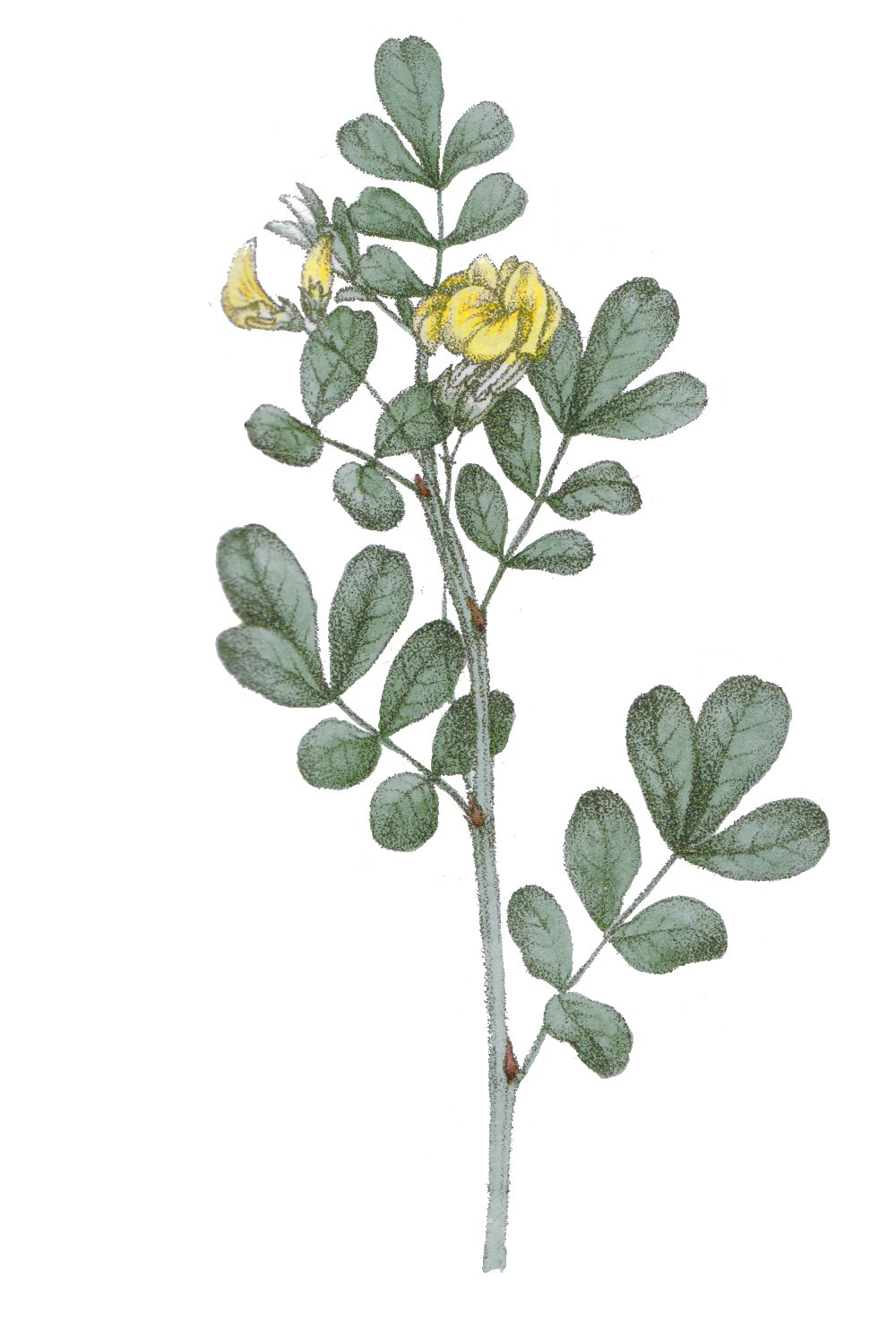
Coronilla emerus trong Dictionaire des plantes suisses, 1853

Phân họ Đậu (danh pháp khoa học: Faboideae) là một phân họ của thực vật có hoa thuộc họ Đậu (Fabaceae hay Leguminosae). Một danh pháp khoa học khác cũng được chấp nhận cho phân họ này là Papilionoideae.
Phân họ này phân bổ rộng khắp và các loài đã thích nghi với nhiều môi trường khác nhau. Các loài trong phân họ này có thể là cây thân gỗ, cây bụi hay cây thân thảo. Hoa của chúng có dạng hoa đậu cổ điển và các nốt sần ở rễ là rất phổ biến.

## Các tông
| - Abreae - Adesmieae - Aeschynomeneae - Amorpheae - Bossiaeeae - Brongniartieae - Carmichaelieae - Cicereae - Crotalarieae - Dalbergieae - Desmodieae - Dipterygeae - Euchresteae - Galegeae - Genisteae | - Hedysareae - Indigofereae - Liparieae - Loteae - Millettieae - Mirbelieae - Phaseoleae - Podalyrieae - Psoraleeae - Robinieae - Sesbanieae - Sophoreae - Swartzieae - Thermopsideae - Trifolieae - Vicieae |

## Các chi
Lưu ý: Chi điển hình Faba là từ đồng nghĩa của Vicia và được liệt kê tại đây dưới tên gọi Vicia.
| - Abrus - Cam thảo dây - Acosmium - Adenocarpus - Adenodolichos - Adesmia - Aenictophyton - Aeschynomene - Rút đất, điền ma - Afgekia - Mát tễ dài - Aganope - Cóc kèn chùy dài - Airyantha - Aldina - Alexa - Alhagi - Alistilus - Almaleea - Alysicarpus - Đậu vẩy ốc, bút quả - Amburana - Amicia - Ammodendron - Ammopiptanthus - Amorpha - Amphicarpaea - Lưỡng hình quả - Amphimas - Amphithalea - Anagyris - Anarthrophyllum - Andira - Angylocalyx - Antheroporum - Săng mây, xa, bông hong - Anthyllis - Antopetitia - Aotus - Aphyllodium - Apios - Căn lê - Apoplanesia - Apurimacia - Arachis - Lạc, đậu phộng - Argyrocytisus - Đậu chổi - Argyrolobium - Arthroclianthus - Aspalathus - Astracantha - Astragalus - Tử vân anh, hoàng kỳ - Ateleia - Austrodolichos - Austrosteenisia - Baphia - Baphiopsis - Baptisia - Barbieria - Behaimia - Bergeronia - Bituminaria - Bobgunnia - Bocoa - Bolusafra - Bolusanthus - Bolusia - Bossiaea - Bowdichia - Brachysema - Brongniartia - Brya - Bryaspis - Buceras - Burkilliodendron - Butea - Giềng giềng - Cadia - Cajanus - Đậu triều, đậu săng - Calia - Calicotome - Callerya - Thàn mát - Callistachys - Calophaca - Calopogonium - Calpurnia - Camoensia - Camptosema - Campylotropis - Biến hướng - Canavalia - Đậu dao, đậu rựa - Candolleodendron - Caracallae - Caragana - Carmichaelia - Carrissoa - Carstienses - Cascaronia - Castanospermum - Catiang - Caulorrhizae - Centrolobium - Centrosema - Trung châu, đậu bướm - Chadsia - Chaetocalyx - Chamaecytisus - Chapmannia - Chesneya - Chorizema - Christia - Đậu cánh dơi, kiết thảo - Cicer - Đậu hồi - Cladrastis - Clathrotropis - Cleobulia - Clianthus - Clitoria - Đậu biếc - Clitoriopsis - Cochlianthus - Codariocalyx - Thóc lép lay, thóc lép động - Collaea - Cologania - Colutea - Condylostylis - Condylostylus - Cordyla - Coronilla - Coursetia - Craibia - Cranocarpus | - Craspedolobium - Cratylia - Crotalaria - Lục lạc, sục sạc - Cruddasia - Cullen - Cyamopsis - Đậu qua - Cyathostegia - Cyclocarpa - Luân quả - Cyclolobium - Cyclopia - Cymbosema - Cytisophyllum - Cytisopsis - Cytisus - Đậu chổi - Dahlstedtia - Dalbergia - Cẩm lai, trắc - Dalbergiella - Dalea - Dalhousiea - Daviesia - Decorsea - Deflexae - Dendrolobium - Dendrotelis - Derris - Thuốc cá, cóc kèn, dây mật - Desmodiastrum - Desmodium - Thóc lép, tràng quả - Dewevrea - Dichilus - Dicraeopetalum - Dillwynia - Dioclea - Diphyllarium - Song diệp - Diphysa - Diplotropis - Dipogon - Dipteryx - Discolobium - Disynstemon - Dolichopsis - Dolichos - Đậu - Droogmansia - Dumasia - Đậu sơn hắc - Dunbaria - Đậu ván dại, hắc mà - Dussia - Dysolobium - Dị đậu - Ebenus - Echinospartum - Eleiotis - Eminia - Endosamara - Mát quả cánh - Erectae - Erectoides - Eremosparton - Erichsenia - Erinacea - Eriosema - Mao tử - Errazurizia - Erythrina - Vông nem - Etaballia - Euchilopsis - Euchresta - Eutaxia - Eversmannia - Exostyles - Extranervosae - Eysenhardtia - Fiebrigiella - Fissicalyx - Flemingia - Tóp mỡ - Fordia - Galactia - Nhũ thảo, đậu sữa - Galega - Gastrolobium - Geissaspis - Mái đậu - Genista - Đậu chổi - Genistidium - Geocarpa - Geoffroea - Gliricidia - Hồng mai - Glossostylus - Glycine - Đậu nành, đậu tương - Glycyrrhiza - Cam thảo - Gompholobium - Gonocytisus - Goodia - Grazielodendron - Gueldenstaedtia - Hoàng kỳ - Halimodendron - Hammatolobium - Haplormosia - Hardenbergia - Harleyodendron - Harpalyce - Hebestigma - Hedysarum - Herpyza - Hesperolaburnum - Heteranthae - Heynianae - Hippocrepis - Hoita - Holocalyx - Hovea - Humularia - Hybosema - Hymenocarpos - Hymenolobium - Hypocalyptus - Indigofera - Chàm - Inocarpus - Intertextae - Isotropis - Isthmocarpae - Jacksonia - Jansonia - Kennedia - Kotschya | - Kummerowia - Đậu mắt tôm - Lablab - Đậu ván - Laburnum - Lamprolobium - Lasiospron - Lathyrus - Đậu thơm, hương đậu - Latrobea - Lebeckia - Lecointea - Lennea - Lens - Thiết đậu - Leptoderris - Leptodesmia - Leptosema - Leptospireae - Leptospron - Lespedeza - Hồ chi - Lessertia - Leucomphalos - Liebrechtsia - Liparia - Lonchocarpus - Bánh giầy, tiễn quả - Lotononis - Lotus - Luetzelburgia - Lunatae - Lupinus - Lupularia - Luzonia - Maackia - Machaerium - Macrodontae - Macropsychanthus - Macroptilium - Đậu điều - Macrotyloma - Margaritolobium - Marina - Mastersia - Mecopus - Ổ chim - Medicago - Linh lăng, cỏ ba lá thập tự - Melilotus - Nhãn hương, ngạc ba - Melliniella - Melolobium - Mildbraediodendron - Millettia - Thàn mát - Mirbelia - Monopteryx - Mucuna - Đậu mèo - Muelleranthus - Mundulea - Myrocarpus - Myrospermum - Myroxylon - Mysanthus - Nemcia - Neocollettia - Neoharmsia - Neonotonia - Neorautanenia - Neorudolphia - Nephrodesmus - Nesphostylis - Nissolia - Nogra - Olneya - Onobrychis - Ononis - Ophrestia - Khơi diệp - Orbexilum - Orbiculares - Oreophysa - Ormocarpopsis - Ormocarpum - Bồn bồn - Ormosia - Ràng ràng - Ornithopus - Oryxis - Ostryocarpus - Otholobium - Otoptera - Oxylobium - Oxyrhynchus - Oxytropis - Pachyrhizus - Củ đậu - Pachyspireae - Panurea - Paracalyx - Paramachaerium - Parochetus - Sơn đậu - Parryella - Pearsonia - Pediomelum - Pedunculares - Peltiera - Đậu chổi - Periandra - Pericopsis - Petaladenium - Peteria - Petteria - Phaseolus - Đậu cô ve - Phylacium - Hóp lép - Phyllodium - Chuỗi tiền - Phyllota - Phylloxylon - Physostigma - Pickeringia - Pictetia - Piptanthus - Piscidia - Pisum - Đậu Hà Lan - Plagiocarpus - Platycarpae - Platycelyphium - Platycyamus - Platylobium - Platymiscium - Platypodium - Platysepalum - Plectrotropis | - Podalyria - Podocytisus - Đậu chổi - Poecilanthe - Poiretia - Poitea - Polhillia - Pongamiopsis - Procerae - Procumbentes - Prorhizomatosae - Pseudarthria - Pseudeminia - Pseudoeriosema - Pseudoliebrechtsia - Pseudovigna - Psophocarpus - Psoralea - Phá cố chỉ - Psoralidium - Psorothamnus - Pterocarpus - Pterodon - Ptycholobium - Ptychosema - Pueraria - Sắn dây - Pultenaea - Pycnospora - Quần châu - Pyranthus - Rafnia - Ramorinoa - Reflexae - Retama - Đậu chổi - Reticulatae - Rhizomatosae - Rhodopis - Rhynchosia - Đậu mỏ - Rhynchotropis - Riedeliella - Robinia - Robynsiophyton - Rotatae - Rothia - Hồng đậu - Rupertia - Sakoanala - Salweenia - Sarcodum - Nắc ke - Sartoria - Schefflerodendron - Scorpiurus - Sellocharis - Sesbania - Điền thanh, điên điển - Shuteria - Mang sang - Sigmoidotropis - Sinodolichos - Smirnowia - Smithia - Pha du cam, miết - Soemmeringia - Sophora - Khổ sâm, hòe - Spartidium - Spartium - Đậu chổi - Spathionema - Spatholobus - Huyết rồng, mo thùy - Sphaerolobium - Sphaerophysa - Sphenostylis - Sphinctospermum - Spirocarpos - Spirotropis - Spongiocarpella - Stauracanthus - Stirtonanthus - Stracheya - Streblorrhiza - Strongylodon - Móng cọp xanh - Strophostyles - Stylosanthes - Mục túc Brasil - Styphnolobium - Hòe - Sutherlandia - Swainsona - Swartzia - Sweetia - Sylvichadsia - Tadehagi - Cổ bình - Taralea - Taverniera - Templetonia - Tephrosia - Cốt khí - Teramnus - Đậu chỉ - Teyleria - Thermopsis - Tipuana - Trierectoides - Trifidacanthus - Ba gai - Trifolium - Cỏ ba lá, chẻ ba, cỏ xa trục - Trigonella - Hồ lô ba - Tripodion - Triseminatae - Uleanthus - Ulex - Uraria - Đuôi chồn - Uribea - Urodon - Vandasina - Vatairea - Vataireopsis - Vatovaea - Vavilovia - Vermifrux - Vicia - Liên đậu - Vigna - Đậu - Viminaria - Virgilia - Weberbauerella - Wiborgia - Wisteria - Xanthocercis - Zollernia - Zornia - Cỏ đậu, đinh quỳ thảo |